# Consejo de Seguridad de la Federación de Rusia
El Consejo de Seguridad de la Federación de Rusia (CSFR; en ruso: Совет безопасности Российской Федерации (СБРФ), romanizado: Sovet bezopásnosti Rossíiskoi Federátsii (SBRF)) es un órgano constitucional del presidente de Rusia que elabora las decisiones presidenciales en materia de seguridad nacional y otros asuntos de interés estratégico. Compuesto por altos funcionarios estatales y jefes de agencias de seguridad y defensa de Rusia y presidido por el presidente de Rusia, el CSFR actúa como un foro para coordinar e integrar la política de seguridad nacional.

## Historia, estatus y funciones

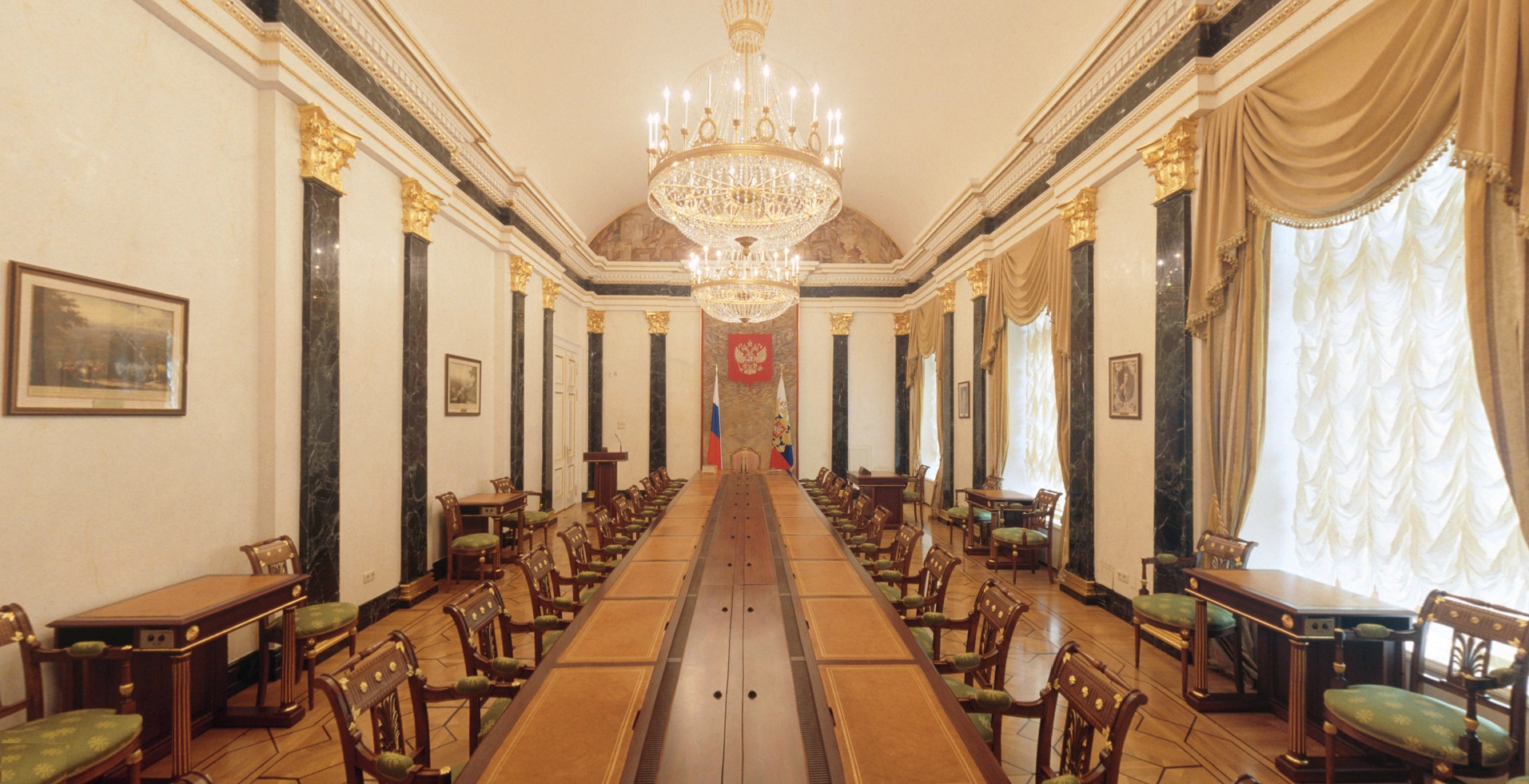
Sala de reuniones del Consejo de Seguridad en el Palacio del Senado del Kremlin de Moscú.

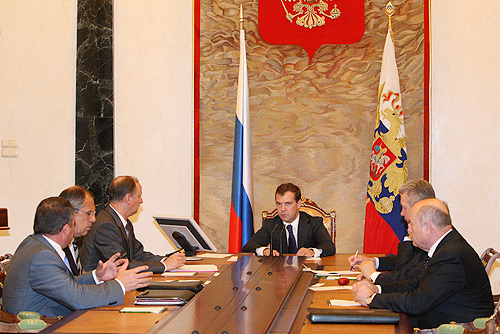
El presidente Medvédev y los miembros del Consejo de Seguridad en una reunión celebrada el 8 de agosto de 2008.

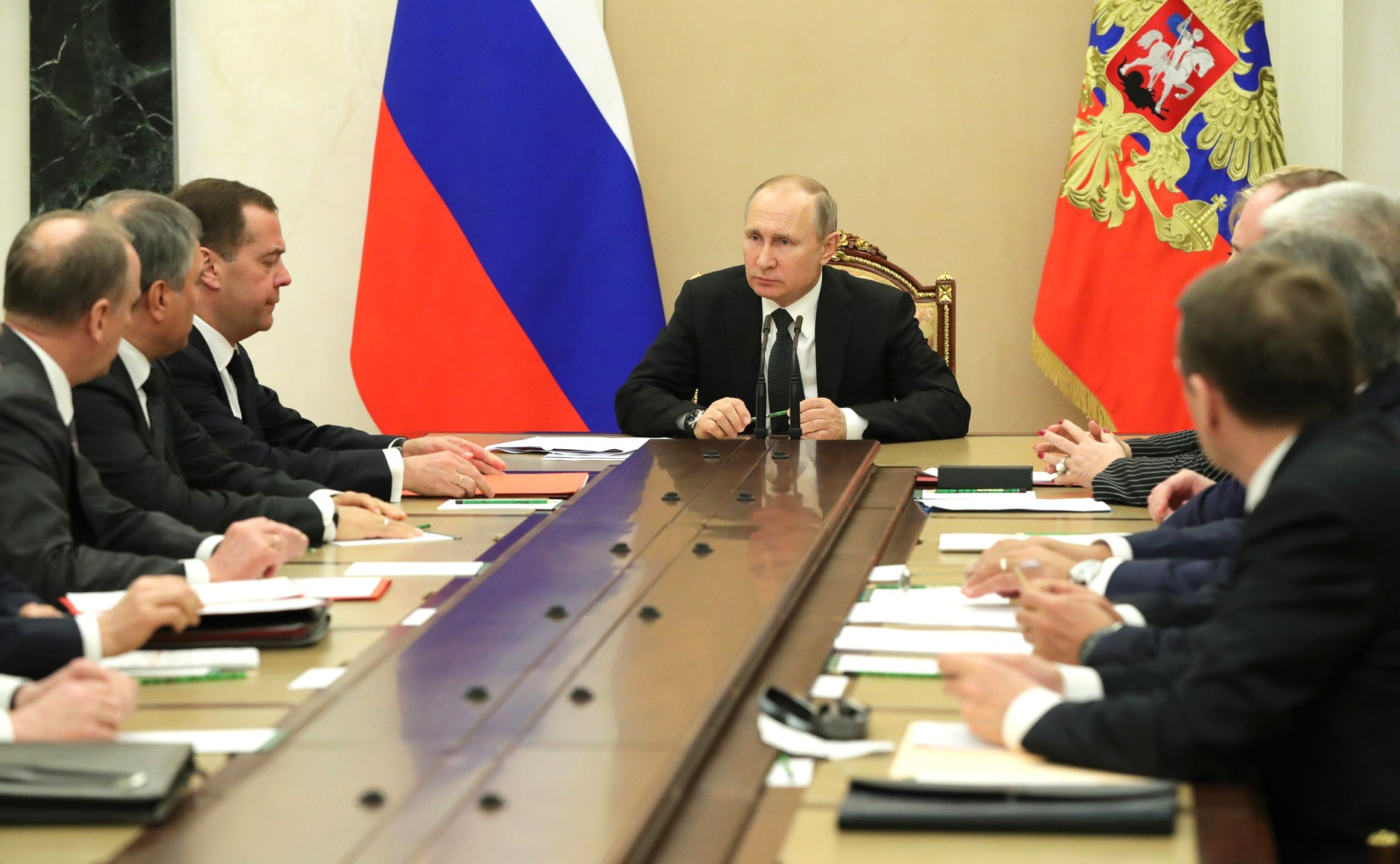
El presidente Putin y los miembros del Consejo de Seguridad en una reunión celebrada el 30 de marzo de 2018.

El Consejo de Seguridad de la RSFSR fue legalmente constituido por el Congreso de los Diputados del Pueblo de Rusia en abril de 1991 junto con el puesto del presidente de la RSFSR (nótese que la RSFSR entonces era una de las repúblicas constituyentes de la URSS). La Constitución de Rusia de 1993 se refiere al CSFR en el Artículo 83, que estipula (como una de las prerrogativas del presidente) que el CSFR está formado y dirigido por el presidente de Rusia, y también indica que su estatus debe ser definido por una ley federal.
La Ley de Seguridad de 2010 define el estatus legal del CSFR como un «órgano consultivo constitucional» que se ocupa de la elaboración de las decisiones del presidente en las áreas de la defensa y la seguridad nacional. El CSFR está compuesto por su presidente (el presidente de Rusia), el secretario del CSFR, los miembros de pleno derecho y los miembros designados por el presidente. De acuerdo con la ley, el secretario del CSFR es designado por el presidente y responde directamente ante él.
Las decisiones del CSFR son adoptadas por sus miembros de pleno derecho y aprobadas por el presidente, que podrá emitir decretos u órdenes para su implementación.
El Decreto Presidencial del 6 de mayo de 2011 promulgó el Estatuto del CSFR, así como una serie de otros estatutos relacionados con la estructura y composición del CSFR.
El 16 de enero de 2020, el presidente Vladímir Putin firmó un decreto que modificó las leyes pertinentes y estableció un nuevo puesto estatal de vicepresidente del Consejo de Seguridad. El mismo día, Putin designó a Dmitri Medvédev para ocupar este nuevo puesto.